# Laemolyta proxima
Laemolyta proxima är en fiskart som först beskrevs av Garman, 1890.  Laemolyta proxima ingår i släktet Laemolyta och familjen Anostomidae. Inga underarter finns listade i Catalogue of Life.